# Blommersia sarotra
Blommersia sarotra är en groddjursart som först beskrevs av Frank Glaw och Miguel Vences 2002.  Blommersia sarotra ingår i släktet Blommersia och familjen Mantellidae. IUCN kategoriserar arten globalt som otillräckligt studerad. Inga underarter finns listade.

## Bildgalleri